# Emili Pérez
Emili Pérez (nascido em 3 de outubro de 1966) é um ex-ciclista andorrano.

## Olimpíadas
Participou, representando Andorra, de dois Jogos Olímpicos, em 1988 e 1992, na modalidade do ciclismo de estrada.